# D.A.M.A
D.A.M.A è un gruppo musicale portoghese formatosi nel 2008. È costituito dai cantanti Francisco "Kasha" Pereira, Miguel Coimbra e Miguel Cristovinho.

## Storia del gruppo
I D.A.M.A hanno pubblicato il loro album in studio di debutto, dal titolo Uma questão de princípio, nel 2014; il disco assieme a Dá-me um segundo, entrambi numero uno in Portogallo, hanno permesso al gruppo di ricevere la nomination per l'MTV Europe Music Award al miglior artista portoghese. Hanno conseguito la medesima candidatura per un secondo anno di fila.
Lado a lado è uscito nel novembre 2017 e ha esordito al 2º posto della classifica nazionale. Sozinhos à chuva, presentato nell'ottobre 2020, ha finito per fare l'ingresso nella medesima posizione. La loro hit più popolare, dal titolo Casa, è stata certificata quintuplo platino dalla Associação Fonográfica Portuguesa per le 50 000 unità vendute.

## Formazione
- Francisco "Kasha" Pereira – voce
- Miguel Coimbra – voce
- Miguel Cristovinho – voce

## Discografia

### Album in studio
- 2014 – Uma questão de princípio
- 2015 – Dá-me um segundo
- 2017 – Lado a lado
- 2020 – Sozinhos à chuva

### Album dal vivo
- 2022 – 10 anos - Ao vivo no Castelo de S. Jorge
- 2023 – Casa, bagunça e viagem

### EP
- 2023 – Canções bonitas em português Vol. I

### Singoli
- 2014 – Balada do desajeitado (feat. Salvador Seixas)
- 2014 – Luísa
- 2015 – O maior
- 2015 – Não dá
- 2015 – Não faço questão (feat. Gabriel o Pensador)
- 2016 – Joni Lagostim
- 2016 – A veces (feat. Andres Ceballos)
- 2016 – Era eu
- 2017 – Miudos
- 2017 – No más
- 2017 – Pensa bem (feat. ProfJam)
- 2017 – Não comeces
- 2017 – Oquelávai
- 2018 – Clarear (con Pollo)
- 2020 – Tento
- 2020 – Um bocado (III - afundar)
- 2020 – Deixa-me ir
- 2020 – Oh No (feat. Mike11)
- 2020 – Ela (II - Florescer)
- 2020 – A quarentena matou-nos (XV - desapegar)
- 2021 – 2021
- 2022 – Casa (con Buba Espinho)
- 2023 – Loucamente (con Los Romeros)
- 2024 – Oliveirinha da serra
- 2024 – Eu e tu (con Mike11)
- 2024 – 01:59
- 2024 – Por ti amor (con Matias Damásio)
- 2025 – Há-de ser